# Masafer Yatta
Masafer Yatta (in arabo: مسافر يطا, scritto anche Mosfaret Yatta) è un insieme di villaggi palestinesi nella Cisgiordania meridionale, nel governatorato di Hebron in Palestina, situato tra i 14 e i 24 kilometri a sud della città di Hebron. Masafer Yatta comprende un insieme di 12 villaggi originari e grotte naturali, abitate da una comunità di circa 2.800 palestinesi.
La zona, all'interno della Linea Verde, era inizialmente destinata a fare parte dello Stato di Palestina secondo i confini stabiliti dell'armistizio del 1949. Dopo gli accordi di Oslo è entrata nell'Area C, cioè un'area demograficamente a prevalenza palestinese, ma sotto il pieno controllo civile e militare israeliano.
Il film documentario No Other Land ripercorre le recenti vicissitudini di Masafer Yatta e la realtà dell'occupazione israeliana dell'area. Nel 2025, il film ha vinto il premio come miglior documentario ai Premi Oscar e al Festival di Berlino.

## Etimologia
Si ritiene che il nome Masafer derivi dall'arabo "viaggiare", per via della distanza necessaria per raggiungere la località di Yatta. Un'altra corrente etimologica vede nel nome anche il significato di "niente", alla luce della credenza locale che niente sarebbe in grado di vivere nella zona, perlopiù arida e semi-desertica.

## Storia
La zona di Masafer Yatta presenta segni di civilizzazione risalenti a oltre 5.000 anni fa. Si stima che a Janba, uno dei villaggi più antichi, ci siano pozzi e rovine di epoca romana.
La prima geolocalizzazione dei villaggi avvenne nel 1881 con il Fondo di Esplorazione Palestinese (PEF). I primi luoghi annotati e mappati furono i villaggi di Shảb el Butm (letteralmente "lo sperone del terebinto"), Tuweil esh Shîh ("cima, cresta di Artemisia"), Khirbet el Fekhît ("rovina della fessura") e Khirbet Bîr el 'Edd ("rovina del pozzo perenne").

### Occupazione israeliana

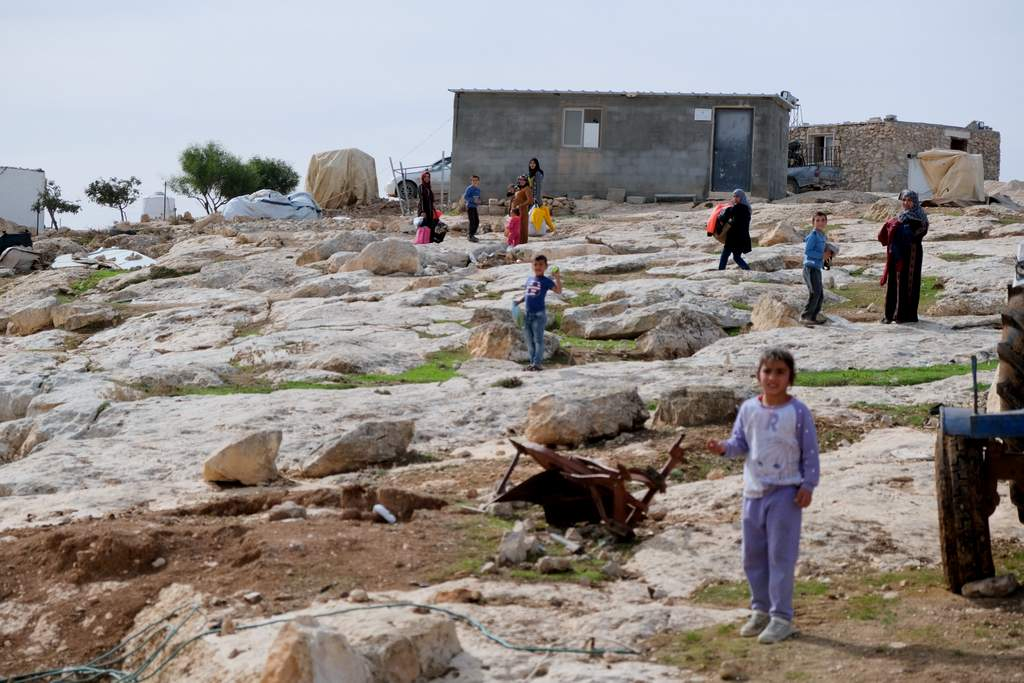
Al-Mafkara, Masafer Yatta, 2021

Dopo la guerra dei sei giorni del 1967, Masafer Yatta fu occupata da Israele, insieme al resto della Cisgiordania, della Striscia di Gaza e Gerusalemme Est. Negli anni '80, il governo israeliano nominò l'intera zona come “zona di fuoco 918”, cioè un'area adibita a scopi militari per condurre addestramenti e interdetta alla presenza civile. La decisione fu presa nonostante i circa 2.800 palestinesi che già abitavano nella zona, impedendo inizialmente loro di coltivare la terra, fonte primaria di sostentamento, e portando alla confisca di proprietà e alla demolizione di abitazioni. Secondo lo stesso gabinetto di governo e l'allora ministro dell'agricoltura, Ariel Sharon, la creazione delle varie zone di fuoco avevano l'esplicita intenzione di espellere i palestinesi dalle rispettive abitazioni. A partire dagli accordi di Oslo del 1993, Masafer Yatta iniziò a fare parte dell'Area C, area in cui Israele tutt'ora detiene il pieno controllo civile e militare.
Da quel momento, le autorità israeliane continuarono ad espropriare i civili palestinesi dalle proprie abitazioni e a murare le numerose grotte usate come rifugi dagli sfollati tramite colate di cemento. Nuove abitazioni di fortuna vengono costruite regolarmente per far fronte alla crescita della popolazione palestinese, ma sono prive di accesso all’acqua e all’elettricità, e vengono sistematicamente demolite dall’esercito israeliano. Secondo varie inchieste giornalistiche, le cisterne di acqua potabile, pannelli solari, strade e edifici vengono regolarmente demoliti in quanto privi di permessi di costruzioni, che sono quasi impossibili da ottenere.

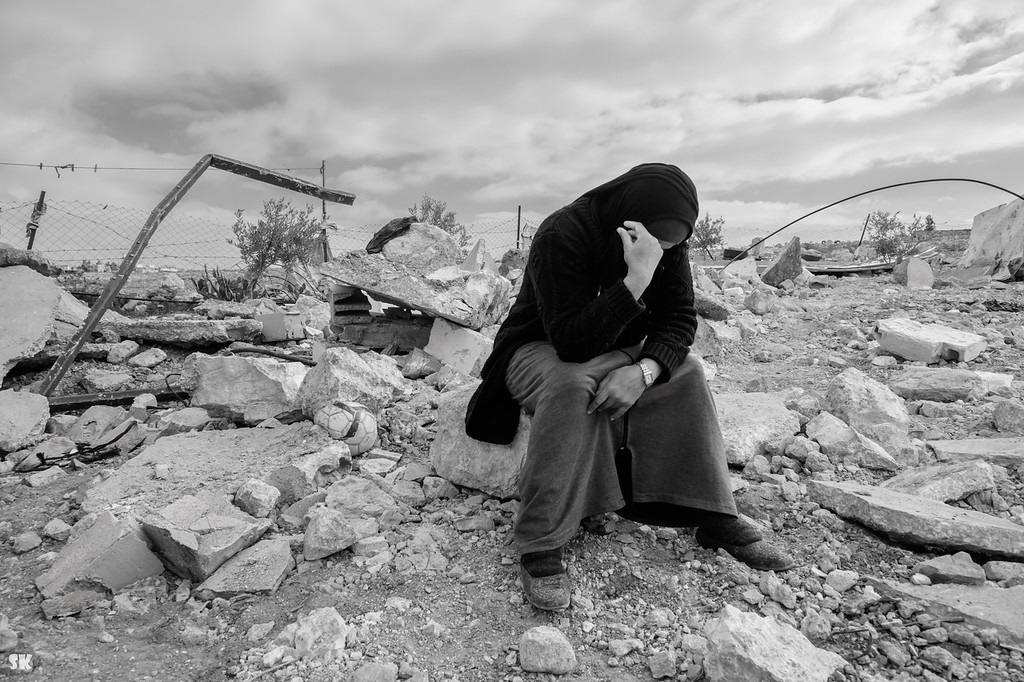
Donna seduta sulle rovine della sua casa demolita dalle autorità israeliane a Masafer Yatta, gennaio 2023

Nel 1999, per contrastare gli espropri e le continue demolizioni, gli abitanti dei villaggi hanno prestato ricorso alla Corte suprema di Israele, sostenendo di avere prove di aver vissuto nella zona prima dell'occupazione israeliana. L'anno dopo, grazie al supporto dell'Associazione per i Diritti Civili in Israele (ACRI), gli abitanti hanno ottenuto un'ingiunzione provvisoria che ha permesso loro di tornare temporaneamente nelle loro case in attesa della fine del processo.
Le autorità israeliane hanno sempre sostenuto l'assenza o la presenza limitata di abitazioni nella zona prima degli anni '90. Secondo l'ex consigliere del Ministero della difesa, Kobi Eliraz, le prove fotografiche non mostrerebbero coltivazioni agricole, frutteti o case permanenti visibili a occhio nudo. Gli abitanti sostengono che le abitazioni non fossero facilmente individuabili da immagini satellitari a causa della loro struttura tradizionale, basata sull'uso di rocce locali e sull'utilizzo delle grotte. L'assenza di coltivazioni agricole o frutteti sarebbe da ascrivere al fatto che, all'epoca, gli abitanti erano prevalentemente pastori, e non coltivatori di frutteti. Le dimore tradizionali di Masafer Yatta sono state ulteriormente documentate nei vari lavori di ricerca dell'antropologo Yaakov Habakuk. Secondo Alon Cohen-Lifshitz, urbanista dell'organizzazione no-profit Bimkom, un esame più attento delle immagini satellitari mostrerebbe chiaramente varie case nella regione e le dimore tradizionali costruite nelle grotte.
Nel 2022, dopo una battaglia legale durata oltre due decenni, la Corte suprema di Israele ha definitivamente confermato l'espulsione dei migliaia di palestinesi di Masafer Yatta, permettendo che la zona venga utilizzata per scopi militari israeliani. Si tratta di una delle più grandi decisioni di espulsione e rimozione coatta dall'inizio dell'occupazione israeliana dei territori palestinesi dal 1967.
Nel 2025, delle 12 comunità originarie di Masafer Yatta, solo nove continuano ad abitare nella zona, considerate da Amnesty International a rischio imminente di trasferimento coatto da parte dell'esercito israeliano.

### Attacchi dei coloni israeliani

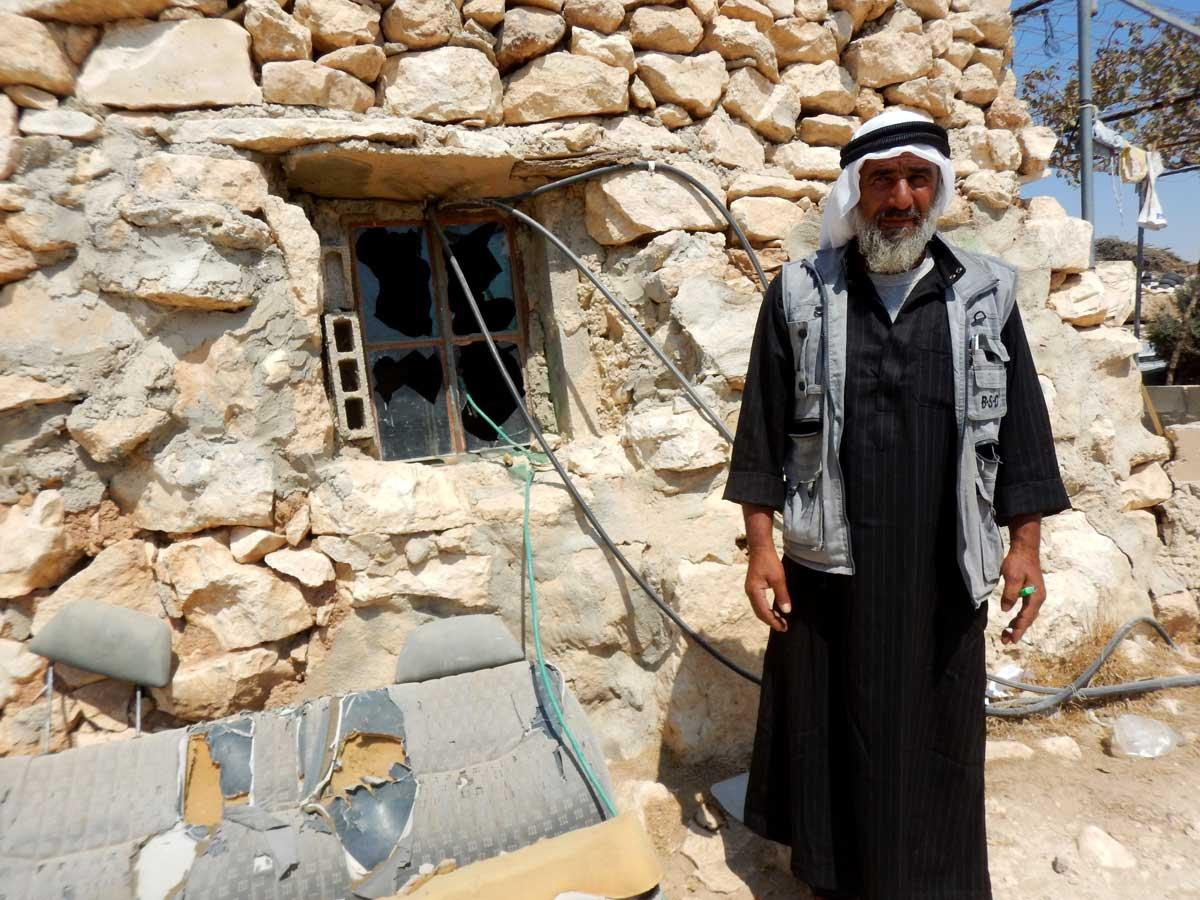
Finestra rotta dall'attacco dei coloni ad Al Mufakara

Nonostante l'uso della zona per scopi civili sia stato interdetto, decine di insediamenti di coloni israeliani sorgono nella zona di Masafer Yatta, a ridosso della zona di fuoco 918. Pur considerati illegali dalla comunità internazionale, gli insediamenti israeliani godono di sovvenzioni dal governo e protezione da parte dell'esercito. Le irruzioni dei coloni israeliani a Masafer Yatta sono quotidiane, e spesso si svolgono sotto la supervisione di militari e polizia israeliane.
Nel settembre 2021, una folla di circa un centinaio di coloni israeliani mascherati ha invaso il villaggio di Khirbat al-Mufkara, lanciando pietre contro abitazioni e danneggiando auto. Una dozzina di palestinesi sono rimasti feriti, incluso un bambino di tre anni, colpito alla testa da una pietra mentre dormiva all'interno della sua casa.
Dopo l'attentato del 7 ottobre 2023, gli attacchi dei coloni si sono intensificati, inducendo molti palestinesi ad evacuare la zona. In diverse occasioni, i coloni hanno incendiato proprietà o pompato acqua di fogna in terreni agricoli. In un video verificato da Amnesty International nel 2024, un gruppo di otto coloni, accompagnati da un soldato, ha attaccato il villaggio di Shi’b Al-Butum, causando feriti tra gli abitanti.
Nel marzo 2025, decine di coloni israeliani hanno attaccato il villaggio di Jinba, ferendo presumibilmente 6 abitanti palestinesi. L'attacco ai civili ha visto l'uso di gas lacrimogeni e causato la distruzione di varie abitazioni civili, una scuola, una moschea e un centro di Medici senza frontiere. Le forze di sicurezza israeliane hanno arrestato 22 abitanti palestinesi, mentre nessun colono israeliano è stato fermato a causa dell'attacco.

### Reazione internazionale
La decisione della Corte suprema israeliana del 2022 diede il via libera ufficiale alla deportazione e al trasferimento forzato di un migliaio di palestinesi di Masafer Yatta, che copre circa 3000 ettari.
L'Unione Europea ha commentato la decisione affermando come l'espansione degli insediamenti, le demolizioni e gli sfratti siano illegali secondo il diritto istituzionale. L'istituzione di una zona di addestramento militare non è stata definita come una necessità militare imperativa che possa giustificare il trasferimento di una popolazione occupata.
Vari esperti delle Nazioni Unite hanno commentato la decisione come una seria violazione del diritto umanitario e dei diritti umani, avvertendo che il trasferimento coatto potrebbe costituire un crimine di guerra. Vari relatori speciali delle Nazioni Unite hanno definito la decisione come parte di una strategia sistematica di oppressione.
Varie organizzazioni non-governative hanno condannato la decisione della Corte suprema. Medici senza frontiere ha definito la risoluzione come una violazione del diritto internazionale e denunciato l'aggravamento delle condizioni sanitarie dell'area a causa delle continue demolizioni. L'associazione non-governativa israeliana B'Tselem ha sottolineato come il trasferimento forzato di persone protette in territori occupati sia un crimine di guerra e una minaccia violenta che non lascia altra scelta agli abitanti della zona.

## Riferimenti culturali
Il film documentario del 2024 No Other Land, vincitore come miglior documentario agli Oscar e al Festival di Berlino, si concentra principalmente sugli effetti dell'occupazione israeliana di Masafer Yatta.